# Носач авиона Роналд Реган (CVN-76)
Носач авиона Роналд Реган (CVN-76) (engl. USS Ronald Reagan (CVN-76)) је амерички носач авиона на нуклеарни погон класе Нимиц, подкласе „Роналд Реган“. Девети је носач авиона из Нимиц класе, а добио је име по бившем предсједнику САД Роналду Регану, који је био предсједник од 1981. године до 1989. године. Брод је изграђен у бродоградилишту Northrop Grumman Newport News, а изградња је коштала 4,5 милијарди долара. Матична лука брода је поморска лука North Island у Сан Дијегу.
Брод је поринут 12. јула 2003. године. Роналд Реган је тада још увијек био жив, али није присуствовао догађају због Алцхајмерове болести. Носач авиона Роналд Реган је први амерички носач авиона који је назван по предсједнику који је још био жив у вријеме поринућа брода. На прво путовање брод је кренуо 21. јула 2003. године, а Роналд Реган је умро 11 мјесеци касније.
Брод је 2006. године учествовао у операцијама у Персијском заливу, као и у Операцији Ирачка слобода.
У марту 2011. године, брод је био близу Корејског полуострва, ради планираних вјежби са Јужном Корејом, али је касније учествовао у пружању помоћи Јапану након снажног земљотреса у Тохоку. Као последица радиоактивног зрачења из нуклеарне централе Фукушима 1, озрачено је 17 чланова посаде брода, након тога је брод подвргнут деконтаминацији, како би се уклониле све радиоактивне честице.